# 海法海军基地

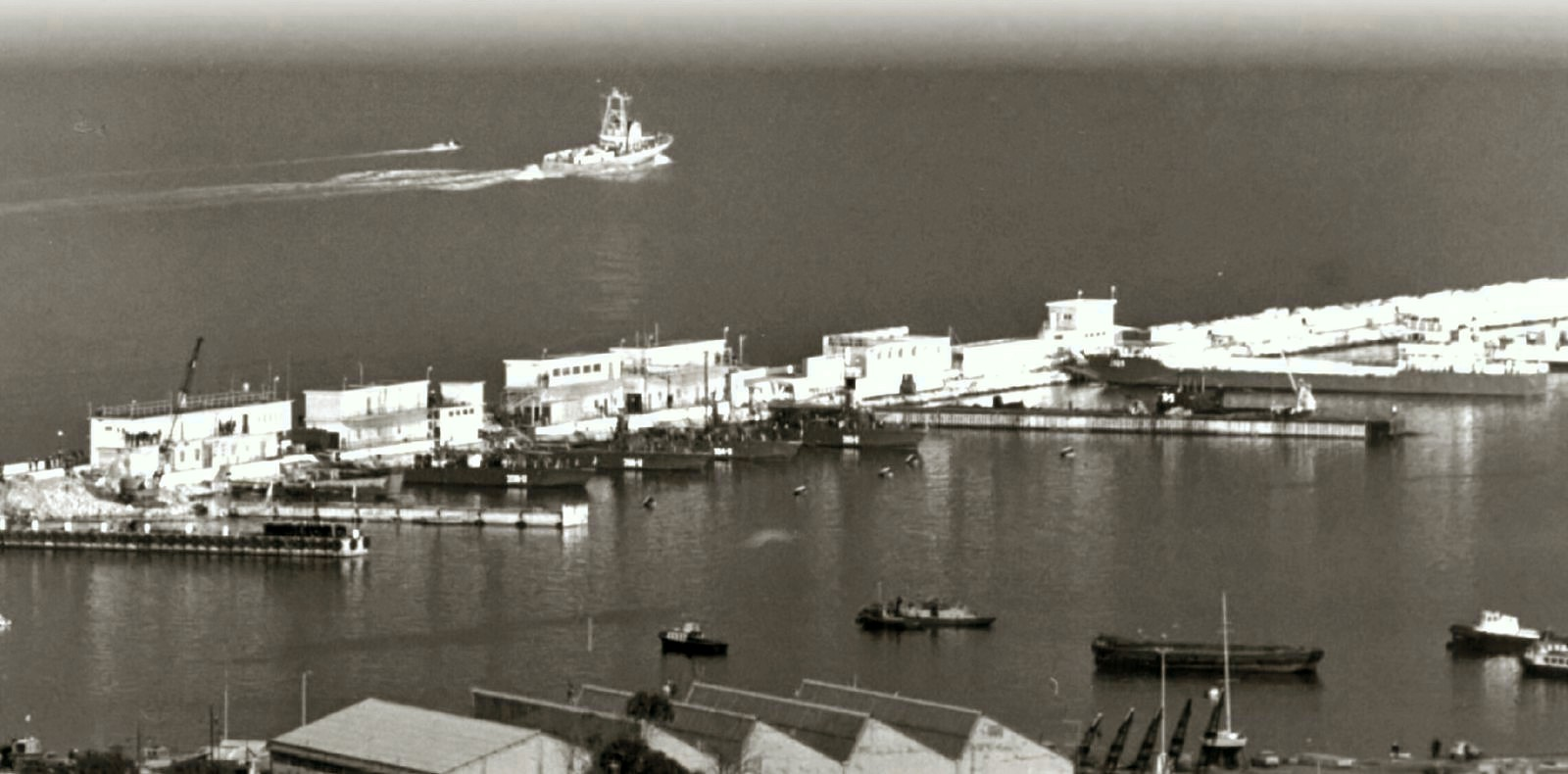
海法港口基地1967年12月

海法海军基地是一个以色列海军的基地，位于海法，是以色列国防军的主要海军基地。该基地是以色列海军的中心。海军基地有潜艇，导弹艇和其他船只。 2011年11月28日，陆军准将艾利·舍比特，被任命为海法海军基地司令。